# Archiatri pontifici
Di seguito è presentato l'elenco degli Archiatri pontifici. Dal 2022 papa Francesco ha scelto di non nominare alcun medico in tale ruolo, preferendo avvalersi del supporto di un assistente sanitario personale, l'infermiere Massimiliano Strappetti.
Ecco l'elenco degli ultimi archiatri pontifici:
- Prof. Roberto Bernabei (2021-2022)
- Dott. Fabrizio Soccorsi (2015-†2021)
- Dott. Patrizio Polisca (2009-2015)
- Dott. Renato Buzzonetti (1975-2009)
- Dott. Mario Fontana (1963-1975)
- Dott. Antonio Gasbarrini (1958-†1963)
- Dott. Riccardo Galeazzi Lisi (1939-1958)
- Dott. Andrea Amici (1906 - †1928)[1]

## Archiatri pontifici precedenti
- Giuseppe Lapponi (1888-1906, Leone XIII, Pio X)
- Giuseppe Petacci (Pio X)
- Alessandro Ceccarelli (Leone XIII)
- Giuseppe Costantini (Pio IX)
- Benedetto Viale Prelà (1852 - 1874)
- Giuseppe De Matthaeis ( -1852)
- Michelangelo Poggioli (1823-1829, 1831-1846, Leone XII)
- Tommaso Prelà (1814-1823, Pio VII)
- Carlo Porta (1800-1814, Pio VII)[2]
- Giuseppe Flaiani (Pio VI, 1775 - )
- Natale Saliceti (Pio VI, 1775 - 1775)
- Pasquale Adinolfi (Clemente XIV)
- Cristoforo Zanettini (Clemente XIII)
- Marcantonio Laurenti (1746 - 1758, Benedetto XIV)
- Antonio Leprotti (1730 - 1746, Clemente XII e Benedetto XIV)
- Nicola Michelangeli (1721 - , Innocenzo XIII)
- Giovanni Maria Lancisi (1700 - 1720, Clemente XI)
- Luca Tozzi (1695 - 1699, Innocenzo XII)
- Marcello Malpighi (1691 - 1695, Innocenzo XII)
- Romolo Spezioli (1689 - 1691, Alessandro VIII)
- Giovanni Maria Lancisi (1688 - 1689, Innocenzo XI)
- Francesco Santucci ( -1689, Innocenzo XI)
- Florido Salvatori (Clemente X)
- Giovanni Guglielmo Riva (Clemente IX)
- Mattia Naldi (Alessandro VII)
- Giovanni Tiracorda (Innocenzo X, Alessandro VII)
- Giulio Cesare Marsella (Innocenzo X)
- Gabriele Fonseca (Innocenzo X)
- Baldo Baldi (Innocenzo X)
- Paolo Zacchia (Innocenzo X)
- Giovan Giacomo Baldino (1647? - , Innocenzo X)
- Matteo Parisi (1644 - , Innocenzo X e Alessandro VII)
- Taddeo Collicola (Urbano VIII)
- Giulio Mancini (1623 - , Urbano VIII)
- Bernardino Castellani (1622 -, Gregorio XV)
- Cinzio Clementi (Paolo V)
- Vincenzo Balducci (Leone XI)
- Andrea Cesalpino (1592 - , Clemente VIII)
- Simone Castelvetro (1591 - 1592, Gregorio XIV)
- Demetrio Canevari (Urbano VII)
- Castore Durante (Sisto V)
- Andrea Bacci (1586, - Sisto V)
- Pietro Mercati (Pio V e Gregorio XIII)
- Modestino Cassini (1566 - , Pio V)
- Pompeo della Barba (1559 - 1564, Pio IV)
- Agostino Ricchi (1550 - 1559, Giulio III, Marcello II, Pio IV)
- Balduino Balduini (1550, Giulio III)
- Benedetto Giunj? ((1550, Giulio III)
- Girolamo Fracastoro (1534 - 1549, Paolo III)
- Matteo Corti (nel secolo XVI, fino al 1534)
- Andrea Turini (Clemente VII e Paolo III)
- Francesco Fusconi (Adriano VI, Clemente VII e Paolo III)
- Giovanni Antracino (Adriano VI)
- Garzia Carastosa (Adriano VI)
- Ferdinando Balami (Leone X)
- Filippo Della Valle (†1494) archiatra di Sisto IV e Alessandro VI
- Bartolomeo Emanuelli (†1484) archiatra di Innocenzo VIII
- Andrea Turini (secolo XV)
- Giovanni Sernini, Lorenzo Galerani (archiatri di Pio II)
- Paolo Della Valle, archiatra dal 1410 al 1431
- Isacco ben Mordecai (di Niccolò IV, secolo XIII)